# 호우시절
《호우시절》(好雨時節)은 2009년에 대한민국에서 허진호 감독이 만든 멜로, 애정, 로맨스 영화이다.

## 등장인물

### 주연
- 정우성 - 박동하 역
- 가오위안위안 - 메이 역

### 조연
- 김상호 - 지사장 역
- 마샤오화 - 마부장 역